# Wacław Kłoczkowski

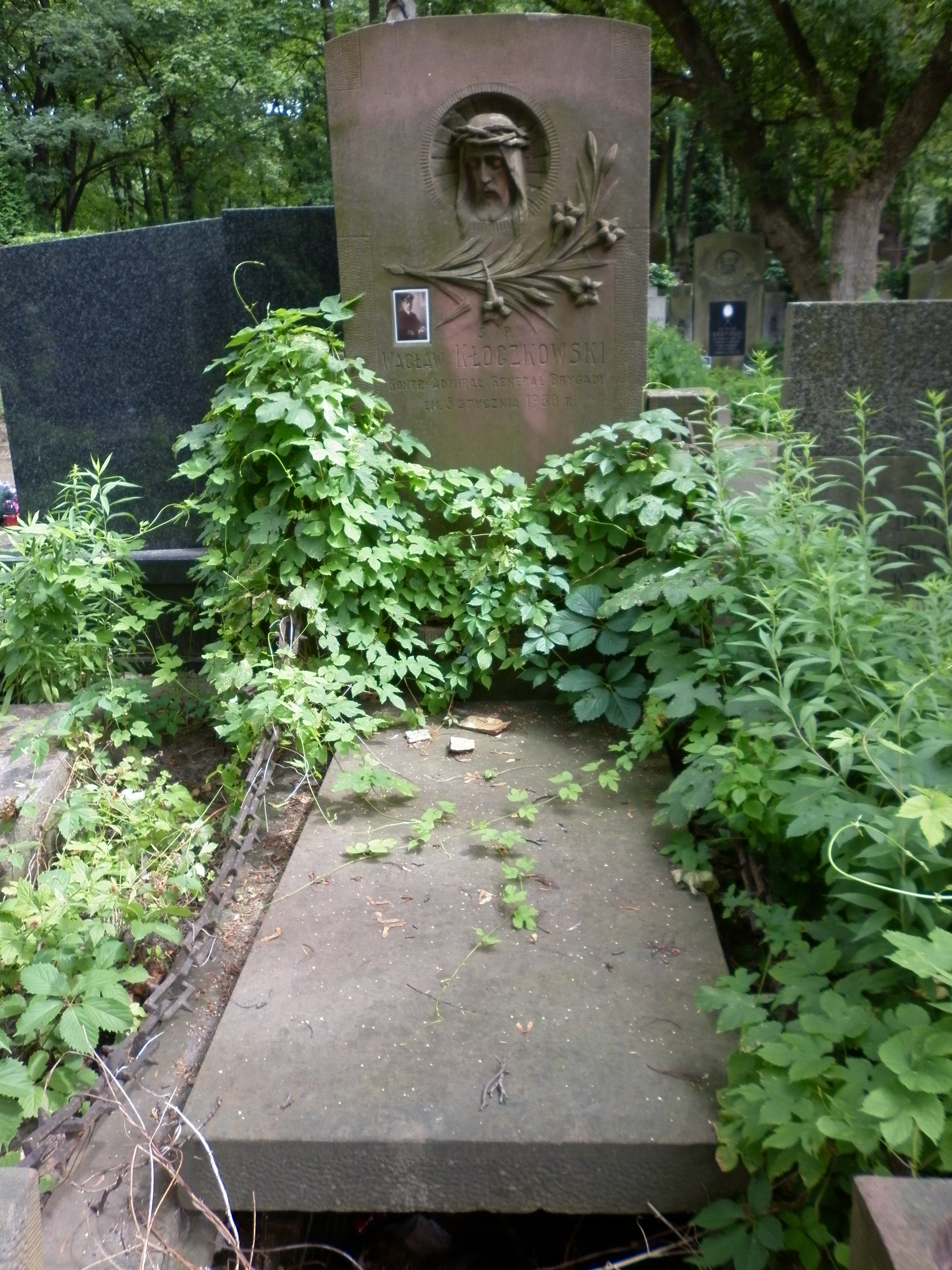
Grób na cmentarzu Powązkowskim w Warszawie

Wacław Kłoczkowski (ur. 4 lutego?/16 lutego 1873 w Petersburgu, zm. 5 stycznia 1930 w Warszawie) – rosyjski, ukraiński i polski wojskowy, kontradmirał i morski oficer pokładowy okrętów podwodnych. W okresie od 1898 do 1918 służył w Imperatorskiej Marynarce Wojennej Rosji, dowodząc m.in. okrętami podwodnymi „Pieskar” i „Okun” oraz brygadą okrętów podwodnych. Brał udział w wojnie rosyjsko-japońskiej i I wojnie światowej. Po wojnie powrócił do Polski i był zastępcą szefa Kierownictwa Marynarki Wojennej.

## Wykształcenie
Wacław Kłoczkowski urodził się 16 lutego 1873 w Sankt Petersburgu, w rodzinie Eugeniusza i Elżbiety z Staniewiczów. Był stryjem Henryka Kłoczkowskiego (1902–1962), komandora podporucznika. Naukę rozpoczął w Konwikcie oo. Jezuitów w Tarnopolu. W 1893 ukończył gimnazjum w Wilnie i rozpoczął studia na Wydziale Prawa Uniwersytetu Warszawskiego. Po demonstracji na cześć Jana Kilińskiego w 1894, został zesłany do Jarosławia, gdzie uczęszczał do Demidowskiego Liceum Prawa. Od 1898 do 1899 służył jako junkier floty w Marynarce Wojennej Rosji. Po ukończeniu nauki otrzymał promocję oficerską (stopień miczmana) i rozpoczął służbę na okrętach. Był także absolwentem kursu podwodnego pływania z 1908 roku.

## Służba wojskowa w Rosji
W 1905 wyróżnił się w bitwie pod Cuszimą, będąc starszym oficerem nawigacyjnym krążownika „Admirał Nachimow” (razem z dowódcą jako ostatni zeszli z tonącego okrętu, zrywając zawieszoną na nim przez Japończyków banderę). Następnie dostał się do japońskiej niewoli, po czym wrócił do Rosji. Od 1908 dowodził okrętami podwodnymi „Pieskar” i „Okun”. W 1909 został starszym oficerem na okręcie szkolnym „Chabarowsk”. W 1910 był wyznaczony kolejno na stanowiska dowódcy dywizjonu okrętów podwodnych we Flocie Czarnomorskiej oraz zastępcy dowódcy Zespołu Okrętów Podwodnych Floty Bałtyckiej. Dowodził również okrętem szkolnym „Chabarowsk” i okrętem pomocniczym „Bakan”. W 1913 został dowódcą dywizjonu okrętów podwodnych na Morzu Bałtyckim, a w 1914 dowódcą kontrtorpedowca „Strasznyj”.

## Służba wojskowa na Ukrainie
Po wybuchu I wojny światowej wyznaczono go dowódcą Brygady Okrętów Podwodnych na Morzu Czarnym. Osobiście dowodził stawianiem zagród minowych u wejścia do cieśniny Bosfor oraz pod portami Warną i Konstancą. W 1917 otrzymał awans na kontradmirała. W 1918 hetman Pawło Skoropadski mianował go przedstawicielem ukraińskim do kontaktów z Niemcami.
W 1918 kontradmirał Kłoczkowski był naczelnym dowódcą Floty Czarnomorskiej Hetmanatu.
Następnie rozkazem generała Antona Denikina został wyznaczony dowódcą Floty Ukraińskiej i komendantem portu w Sewastopolu. Był także prezesem Związku Wojskowych Polaków.

## Służba wojskowa w Polsce
8 kwietnia 1919, po powrocie do Polski, przyjęty został do Wojska Polskiego, w stopniu generała podporucznika marynarki. Dwa dni później przydzielony został z dniem 3 marca 1919 do rezerwy oficerów WP. Następnie został mianowany nieetatowym zastępcą szefa Departamentu dla Spraw Morskich przy Ministerstwie Spraw Wojskowych w Warszawie. Reprezentował Polskę w Paryżu na konferencji pokojowej oraz Ligę Żeglugi Polskiej na Kongresie Sprzymierzonych Lig Morskich. Od 1919 był pełnomocnikiem wojskowym i morskim przy Poselstwie RP w Londynie. Zajmował się sprawami budowy oraz modernizacji okrętów. 28 lutego 1922 został odwołany z Londynu i wyznaczony na stanowisko szefa Oddziału Administracyjnego MSWojsk. Na łamach „Polski Zbrojnej” został opublikowany list posła RP w Londynie Władysława Wróblewskiego do ministra spraw wojskowych będący pochwałą dwuipółletniej działalności admirała na stanowisku pełnomocnika W 1922 ponownie objął funkcję nieetatowego zastępcy szefa Departamentu dla Spraw Morskich.
Z dniem 20 stycznia 1924 zwolniony ze stanowiska II zastępcy szefa Administracji Armii i pozostawiony w dyspozycji MSWojsk. z równoczesnym odkomenderowaniem na I kurs Centrum Wyższych Studiów Wojskowych w Warszawie. We wrześniu tego roku został odkomenderowany do Kierownictwa Marynarki Wojennej. Z dniem 1 listopada 1924 został mianowany zastępcą szefa Kierownictwa Marynarki Wojennej. Pod koniec 1924 był przewodniczącym komisji opracowującej dane taktyczno-techniczne dla nowych okrętów podwodnych.
W związku z tzw. „aferą minową” w połowie 1925, wraz z szefem Kierownictwa wiceadmirałem Kazimierzem Porębskim i wieloma innymi wysokimi oficerami Marynarki Wojennej, został zawieszony w czynnościach, a następnie zwolniony ze stanowiska. Wyjechał do Paryża, gdzie został doradcą ambasadora Alfreda Chłapowskiego ds. budowy okrętów podwodnych.
7 marca 1927 przeniesiony został z dyspozycji dowódcy 15 Dywizji Piechoty w Bydgoszczy na stanowisko dowódcy piechoty dywizyjnej tej dywizji. Stanowisko objął po płk. Kazimierzu Łukoskim. Po niespełna czterech miesiącach, w lipcu 1927 podjęta została decyzja o przeniesieniu admirała w stan spoczynku i wyznaczeniu na jego stanowisko płk. SG Henryka Pomazańskiego. Ostatecznie admirał przeniesiony został w stan spoczynku z dniem 30 września 1927. Zmarł 5 stycznia 1930 w Warszawie i został pochowany na Cmentarzu Powązkowskim (kwatera 227-2-15).

## Awanse
- Miczman (Мичман) – 1899
- Lejtnant (Лейтенант) – 1905
- Starszy lejtnant (Старший лейтенант) – 1908
- Kapitan 2. rangi (Капитан 2 ранга) – 1911
- Kapitan 1. rangi (Капитан 1 ранга) – 1915
- Kontr-admirał (Контр-адмирал) – 1917

## Ordery i odznaczenia
- Krzyż Komandorski Orderu Odrodzenia Polski (2 maja 1923)[11][12]
- Krzyż Walecznych
- Oficer Legii Honorowej (Francja, zezwolenie Naczelnika Państwa w 1922)[13]
- Kawaler Orderu św. Michała i św. Jerzego (Wieka Brytania, zezwolenie Naczelnika Państwa w 1922)[13]